# Myokymie
 Mise en garde médicale
La myokymie (du grec) est un frémissement involontaire et localisé de quelques fibres musculaires qui n'est pas assez puissant pour activer une articulation. 
Ce terme désigne souvent une trémulation involontaire de la basse paupière ou moins souvent la haute, chez les individus normaux. Elle apparaît et disparaît spontanément, même si elle peut durer jusqu'à trois semaines. Puisque la condition se résout d'elle-même, on ne la considère pas une source de préoccupation. 
En revanche, la myokymie faciale est une légère ondulation de muscles sur un côté du visage, dont l'origine peut remonter à une tumeur du tronc cérébral (habituellement un gliome du tronc cérébral), une perte de myéline (associée à la sclérose en plaques) ou pendant le rétablissement du Syndrome de Guillain-Barré, une polyneuropathie (atteinte nerveuse éparse) inflammatoire qui touche le nerf facial.
Une myokymie présente dans des parties du corps non apparentées peut se produire dans une neuromyotonie.